# Першина (Свердловская область)
Першина — деревня в Свердловской области России, входит в Ирбитское муниципальное образование.

## Географическое положение
Деревня Першина муниципального образования «Ирбитское муниципальное образование» расположена в 53 километрах (по автотрассе в 64 километрах) к югу-юго-западу от города Ирбит, в верхнем течении реки Ермениха (правого притока реки Ляга). В окрестностях деревни расположена система прудов.

## Школа
В 1901 году в деревне уже имелась школа церковной грамоты.

## Население
| 2002 | 2010 | 2021 |
| ---- | ---- | ---- |
| 203  | ↘173 | ↘111 |